# Sitael
(Quarta di copertina di "Sitael - La seconda vita")

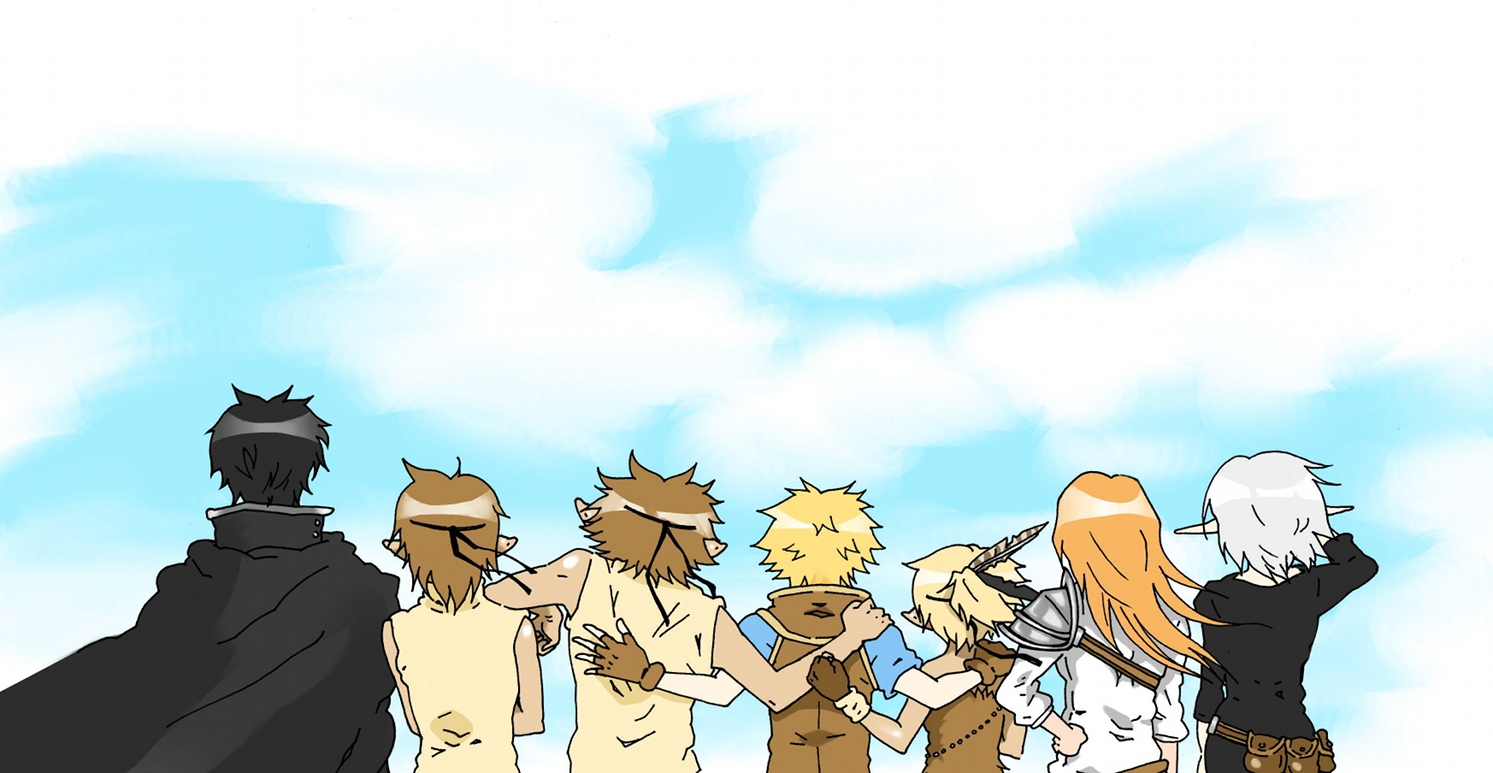
I personaggi principali di "Sitael" disegnati da J. Fiorentino

Sitael è una trilogia fantasy scritta da J. Fiorentino (Jonathan Fiorentino). Inizialmente sono stati pubblicati La seconda vita, edito da Dario Flaccovio Editore nel febbraio del 2010, e L'ombra del principe, uscito sempre per la Flaccovio nel marzo del 2011. Successivamente i diritti sono stati acquistati da RCS Mediagroup che ha ripubblicato La seconda vita nel novembre 2011 (sotto al marchio Rizzoli) e L'ombra del principe nel novembre 2013 (sotto al marchio Fabbri Editori). Dopodiché i diritti dell'intera saga sono stati acquistati dalla casa editrice Elpìs (la quale aveva già pubblicato, nel 2015, Falene, un altro romanzo di J. Fiorentino), la quale ha ripubblicato i primi due volumi in una nuova veste grafica e l'inedito terzo libro, La custode delle chiavi, il 24 aprile 2018.

## L'autore
Jonathan Fiorentino, noto con lo pseudonimo di J. Fiorentino, è un autore transgender FtM nato il 27 giugno 1990 a Palermo e ha scritto il primo volume a quattordici anni. Da allora la stesura di ciascun libro è durata un anno, di conseguenza l'autore ha sempre avuto la stessa età del protagonista, Etenn, man mano che cresceva. Ora ha trentadue anni e ha già terminato la trilogia successiva a quella di Sitael, che ha un titolo diverso ma continua a raccontare le avventure di Etenn, ed è ambientata nell'arco dei suoi diciassette, diciotto e diciannove anni. 
Il giovane scrittore ha stabilito che le trilogie saranno solo due, per un totale di sei libri, ma ci saranno anche dei prequel e dei seguiti che non saranno collegati al resto della saga, in quanto non avranno più come protagonista Etenn.

## Il mondo di Lycenell
Lycenell è una terra fantasy immaginaria, che possiede elementi sia del Medioevo occidentale (spade, cavalieri e castelli) che del XIX secolo (pirati, polvere da sparo e macchine a vapore). L'autore ha svelato che Lycenell non è l'unica Terra nel mondo in cui è ambientato Sitael e che se ne scopriranno altre nei libri successivi. Le divinità principali di Lycenell sono il Sole e la Luna: il primo ha l'aspetto di un bambino e governa gli umani dalla capitale di Oreah come un re saggio e giusto; la seconda è sparita dopo la creazione di Lycenell e nessuno sa dove sia.

## La prima trilogia
1. La seconda vita: Il protagonista delle vicende è Etenn, un ragazzo di quattordici anni che all'inizio della storia fa da scudiero al fratello maggiore, un cavaliere del famoso Ordine Regina che ha il compito di custodire il Sitael. All'inizio della storia Etenn è profondamente infelice, perché il suo più grande sogno sarebbe quello di diventare un cavaliere, ma purtroppo possono diventarlo solo coloro che hanno il Potere di Possedere la Luce, ovvero la capacità di tenere tra le mani il Sitael: una potente arma che ha l'aspetto di una piccola sfera bianca e incarna la luce allo stato puro. Se lo toccasse qualcuno senza il Potere di Possedere la Luce la sua mano passerebbe semplicemente attraverso la sfera, senza riuscire ad afferrarla. Ma avvengono una serie di peripezie per cui Etenn perde la memoria e incontra altri sei ragazzi e scopre non solo di avere il Potere di Possedere la Luce - nonostante tutti avessero sempre creduto il contrario - ma capisce di essere un prescelto perché ogni volta che Etenn tocca il Sitael genera un'esplosione di luce devastante che non riesce a controllare. Dal momento che lui è l'unico ad avere questo dono, anche se non sa spiegarsi il perché, lui e i suoi nuovi compagni decidono di compiere un lungo viaggio per raggiungere e affrontare Qurasch, un uomo che incarna il buio, dato che è il figlio del Demonio in persona, ragion per cui porta buio e silenzio ovunque vada e può essere ucciso solo dal Sitael. Il fulcro della storia è proprio il viaggio, che dura circa un anno e si svolge tra battaglie, incontri con strane creature e indizi sul passato di Etenn, che sta cercando di recuperare la memoria e di ricordare chi è, e finirà per scoprire su sé stesso cose molto più oscure di quanto vorrebbe.
2. L'ombra del principe: Anche stavolta il protagonista è Etenn, cresciuto di un anno, che si ritrova a dover viaggiare attraverso la Terra di Lycenell incontrando non pochi ostacoli lungo il percorso. La situazione iniziale di Etenn è molto diversa da quella da cui partiva in La seconda vita: molti lo considerano un eroe per aver salvato Lycenell, ma molti altri lo credono un demonio a causa della sua parentela con Qurasch. L'obbiettivo di Etenn stavolta sarà quello di fermare il fratello, Stacra: anche se Etenn e Stacra si considerano gemelli, quest'ultimo non è un vero essere umano, bensì un ragazzo artificiale creato in laboratorio da Qurasch. Stacra è stato messo al mondo con degli scopi precisi: eliminare Etenn e completare il progetto di Qurasch che voleva trasformare Lycenell nel proprio Impero. Nonostante affrontare Stacra sembri una battaglia persa in partenza, Etenn non si tira indietro e decide di raggiungere Goriahm, la città fondata da Qurasch. Anche stavolta sarà seguito da diversi compagni, ma (ad eccezione di Etenn e Cheyun) la compagnia sarà formata da personaggi completamente diversi da quelli del volume precedente.
3. La Custode delle Chiavi: Anche stavolta il protagonista è Etenn, cresciuto di un anno, ormai ha dimostrato di essere degno del titolo di Portatore di Luce in più di un'occasione. Ma stavolta il suo viaggio lo porterà in un continente al di là dell'oceano, la Terra di Alana, dove le domande non fanno che moltiplicarsi. Chi è Baritha? Cosa hanno a che fare lei ed Etenn con sei Chiavi in grado di aprire una Porta e salvare il mondo? Tra pirati, ribelli, navi volanti e popoli dal cuore artificiale, Etenn scoprirà che proprio su Alana si nasconde l'ultimo oscuro segreto del suo passato.

## La prima compagnia del Sitael
- Etenn: 14 anni (nel primo libro: i personaggi crescono di un anno in ogni volume). È un ragazzo insicuro e imbranato, ma anche coraggioso e profondamente buono. All'inizio della storia si ritiene un perfetto incapace in tutto, compreso il combattimento con la spada, ma imparerà a maturare e a scoprire il suo vero valore. I punti di forza di Etenn sono la determinazione, l'intuito e il fatto che nelle sue mani il Sitael sprigiona a pieno il suo potere. È ottimista, ingenuo, vede sempre il meglio delle persone, si fida un po' troppo facilmente, tiene molto ai suoi amici, che considera la sua unica famiglia, e spesso riesce davvero a tirare fuori il lato migliore degli altri. Il fatto di aver perso la memoria gli ha donato una "seconda vita" e la possibilità di ricominciare insieme ai suoi compagni. Nonostante sia il Portatore di Luce prescelto dal fato, ha un lato oscuro più profondo di quanto si pensi.

- Cheyun: 14 anni (nel primo libro). È una sharepha, razza molto simile agli elfi, ma in perenne conflitto con questi ultimi. Cheyun è una guardia della città di Golantica e sembra avere una doppia personalità: a tratti dolce e a tratti aggressiva, dovuta probabilmente al suo passato triste, ma si rivelerà ugualmente un'amica insostituibile per Etenn. È molto affezionata a Qennell e Testall, che fanno parte del suo stesso popolo.

- John Ranten: 15 anni (nel primo libro). Ranten è gelido, sempre vestito di nero, elegante nei modi, arguto quanto spietato. Nonostante la giovane età sembra che abbia già provato di tutto: si dice che sia figlio di un grande pirata e che anche lui sia diventato capitano quando era appena un ragazzino, prima di cambiare vita in seguito a una tragedia. Ha un autocontrollo invidiabile e ci vogliono davvero molti bicchieri di rum per farglielo perdere. Il suo carattere serio lo fa sembrare molto più adulto e lo porta subito a diventare il leader della compagnia. È abile sia nel duello di spada che nell'uso delle armi da fuoco.

- Qennell: 14 anni (nel primo libro). È il personaggio più vivace ed estroverso della compagnia. È un cacciatore agile e molto bravo ad arrampicarsi sugli alberi. Lega immediatamente con Etenn e i due diventano grandi amici.

- Testall: 14 anni (nel primo libro). È il fratello gemello di Qennell, ma a differenza di lui è timido e remissivo. Testall non è bravo nel combattimento, non è coraggioso e spesso ha bisogno di essere salvato da altri personaggi. Nutre dei sentimenti molto forti nei confronti di Sharadah.

- Requel Qorontell: 15 anni (nel primo libro). È un'umana testarda e combattiva, e il suo carattere ostinato la porta spesso in contrasto con Ranten. Ha perso tragicamente tutta la sua famiglia e da allora è diventata una guerriera mercenaria a tutti gli effetti. Il fatto di non aver mai visto altre creature oltre agli esseri umani l'ha resa un po' razzista, ma viaggiare con elfi e sharephi le fa cambiare punto di vista.

- Sharadah: 15 anni (nel primo libro). Il suo nome completo è Sharascidahllen. È una principessa elfica e come tutta la sua razza ha delle capacità che la distinguono dagli esseri umani, come quella di vedere il futuro. Per molto tempo è rimasta rinchiusa nel suo regno paradisiaco, senza mai sperimentare gli orrori del mondo, ma una visione dà inizio al suo viaggio e la spinge a incontrare Etenn e gli altri compagni. È saggia, riflessiva e pacifica.

## Edizioni
- Sitael. La seconda vita, Dario Flaccovio Editore, 2010,  p. 861, ISBN 9788877588463.
- Sitael. L'ombra del principe, Dario Flaccovio Editore, 2011,  p. 512, ISBN 9788877589323.
- Sitael. La seconda vita, Rizzoli best, Rizzoli, 2011,  p. 457, ISBN 9788817053952.
- Sitael. L'ombra del principe, Rizzoli best, Rizzoli, 2012,  p. 420, ISBN 9788817055949.
- Sitael. L'ombra del principe, Crossing, Fabbri Editori, 2013,  p. 686, ISBN 9788845199264.
- Sitael. La seconda vita, Elpìs, 2018, ISBN 9788899682149.
- Sitael. L'ombra del principe, Elpìs, 2018, ISBN 9788899682156.
- Sitael. La custode delle chiavi, Elpìs, 2018, ISBN 9788899682163.